# 亚塞诺瓦茨
亚塞诺瓦茨，克罗地亚锡萨克-莫斯拉维纳县南部的一个市镇，位于乌纳河汇入萨瓦河的汇流处。亚塞诺瓦茨在克罗地亚语中，意为梣树。
二战时间，傀儡政权克罗地亚独立国设立的亚塞诺瓦茨集中营位于该地。

## 人口
1991年，总人口3599，其中克罗地亚人2.419 (67,21%)，塞尔维亚人911 (25,31%)。2001年，当地总人口2391，其中91% (2179)为克罗地亚人，5.90% (141)为塞尔维亚人。
亚塞诺瓦茨市镇由10个村庄组成：
- Drenov Bok - 143
- 亚塞诺瓦茨 - 780
- Košutarica - 282
- Krapje - 179
- Mlaka - 30
- Puska - 321
- Tanac - 167
- Trebež - 77
- Uštica - 214
- Višnjica Uštička - 198